# Весёлый (Большесолдатский район)
Весёлый — посёлок в Большесолдатском районе Курской области. Входит в Любостанский сельсовет.

## География
Посёлок находится на берегу реки Суджа, в 59 километрах к юго-западу от Курска, в 13 км к востоку от районного центра — села Большое Солдатское, в 4 км от центра сельсовета — села Любостань.

## Население
| 2002 | 2010 |
| ---- | ---- |
| 33   | ↘24  |

## Транспорт
Весёлый находится в 11 км oт автодороги регионального значения 38К-004 (Дьяконово — Суджа — граница с Украиной), в 3 км oт автодороги межмуниципального значения 38Н-091 (38К-004 — Любостань — Леоновка), в 24 км от ближайшей ж/д станции Сосновый Бор (линия Льгов I — Подкосылев).